# جواز سفر لاوس
تصدر جوازات سفر لاوس لمواطني لاوس من قبل شعبة القنصلية في وزارة الشؤون الخارجية وذلك بغرض السفر الدولي . يصدر جواز السفر الالكتروني منذ 15 يناير 2016.

## متطلبات التأشيرة

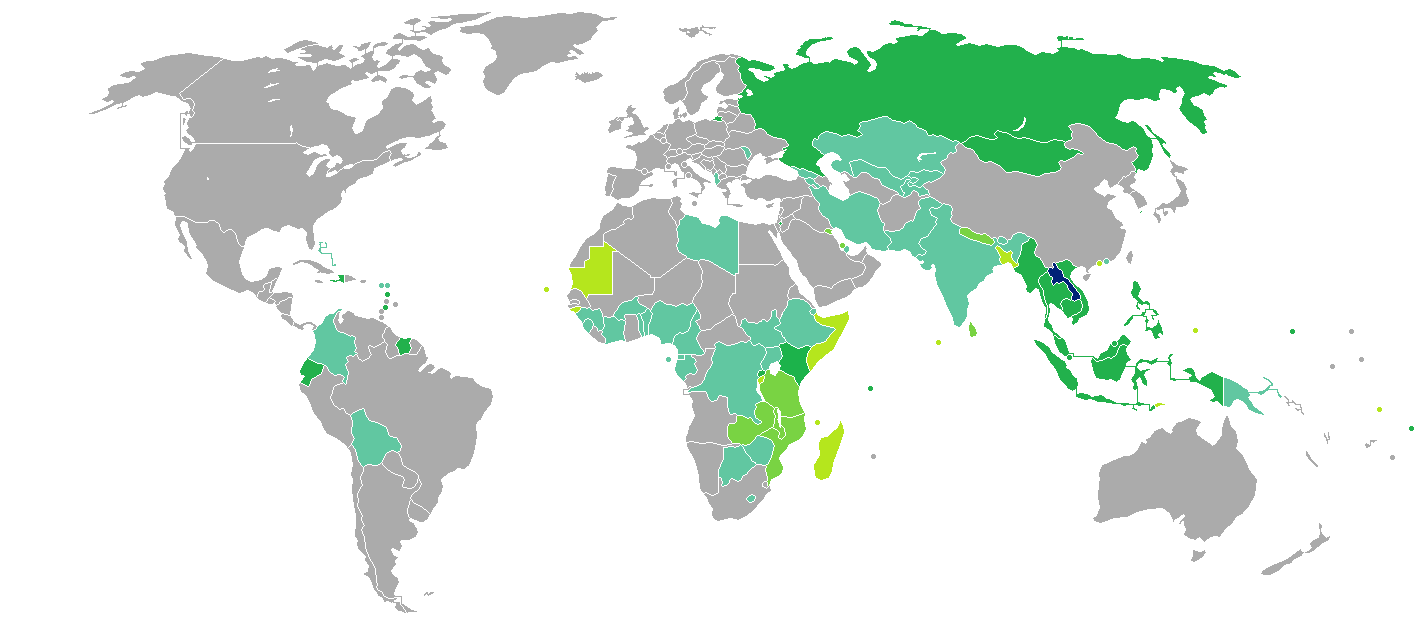
البلدان والأقاليم التي لا تفرض تأشيرة أو تطلب تأشيرة دخول عند الوصول للجهة، لحاملي جواز سفر لاوس.

اعتبارًا من 28 سبتمبر 2019 كان لدى مواطني لاوس إمكانية دخول 49 دولة وإقليم بدون تأشيرة أو تأشيرة عند الوصول، مما جعل جواز السفر اللاوسي يحتل المرتبة 92 من حيث حرية السفر وفقًا إلى مؤشر هينلي لجوازات السفر.